# Мулиаина, Милс
Джуниор Малили «Милс» Мулиаина (англ. Junior Malili «Mils» Muliaina, родился 31 июля 1980 на Самоа) — бывший новозеландский регбист, выступавший за сборную Новой Зеландии на позиции замыкающего. Чемпион мира.

## Карьера
Милс Мулиаина родился на Самоа в 1980 году, но уже в трёхлетнем возрасте его семья переехала в Окленд, где он и начал заниматься регби. В 2002 году Мулиаина был игроком сборной Новой Зеландии по регби-7, которая выиграла золото на Играх Содружества в Манчестере.
В 2003 году в составе «Блюз» Мулиаина одержал победу в Супер 12. В том же году дебютировал в сборной Новой Зеландии в тест-матче со сборной Англии.
На чемпионате мира 2003 года Милс был основным замыкающим сборной Новой Зеландии по помог своей команде завоевать бронзовые медали. За турнир он заработал семь попыток (4 в игре с Канадой, 2 — с Тонгой и еще одну в игре за бронзу со сборной Франции), разделив по этому показанию лидерство со своим партнёром по команде Дугом Хаулеттом.
В 2007 году на чемпионате мира во Франции Мулиаина в первой же игре с Италией занёс попытку, но в игре второго тура с португальцами получил травму уже на восьмой минуте и больше на групповом этапе на поле не выходил. В четвертьфинале с французами Милс играл все 80 минут, однако новозеландцы проиграли 18-20 и завершили турнир.
На домашнем для себя чемпионате мира сыграл только две игры — против сборной Канады в группе и с аргентинцами в четвертьфинале. Эта игра стала для него сотой в составе «All Blacks». Однако на 40-й минуте он получил травму и больше на поле не выходил. Уже без помощи Мулиаины новозеландцы завоевали золотые медали, однако сыгравший в двух матчах Милс также стал чемпионом мира.
За 100 игр в составе сборной Мулиаина занёс 33 попытки, а также шесть раз первенствовал в Кубке трёх наций.
После завершения карьеры в сборной выступал в Японии («НТТ Докомо Ред Харрикейнз»), Ирландии («Коннахт»), Италии («Цебре») и в США («Сан-Франциско Раш»). В 2016 году завершил карьеру.

## Достижения

### Клубные
- Чемпион Супер Регби: 2003 (Блюз)
- Обладатель Кубка ITM: 1999, 2002, 2005 (Окленд), 2006 (Уаикато)

### В сборной
- Чемпион мира: 2011
- Чемпион мира U-21: 2000, 2001[2]
- Чемпион Кубка трёх наций: 2003, 2005, 2006, 2007, 2008, 2010
- Чемпион Игр Содружества (регби-7): 2002[2]
- Победитель Мировой серии по регби-7: 1999/2000, 2000/2001
- Победитель серии против «Британских и ирландских львов»: 2005
- Обладатель Большого шлема в турне: 2005, 2008, 2010[3]

### Личные
- Лучший новозеландец в Супер Регби: 2009[4]
- Номинант на приз игрока года IRB: 2010
- 106 игр в Супер Регби (Блюз и Чифс)
- 100 матчей за сборную Новой Зеландии (в т.ч. 3 как капитан)[2]